# Gonzalo Pérez (arzobispo de Toledo)
Gonzalo Pérez fue un eclesiástico castellano. 

## Biografía
Hijo de Pedro López, señor de Siones en el valle de Mena, y de Sancha Gómez.
Fueron sus hermanos Martín Pérez de Siones, tercer maestre de la Orden de Calatrava y Pedro Pérez, obispo de Burgos.
En 1182 el arzobispo Gonzalo Pérez pone la antigua mezquita del Bab al-Mardum, convertida ya en iglesia cristiana, a disposición de los Hospitalarios bajo la advocación de la Santa Cruz, según se la denomina en los documentos mozárabes del siglo XII. Al edificio se le adosa un ábside poligonal decorado exteriormente con dos órdenes de arcos y, en el interior, por pinturas románico-mudéjares que en la actualidad se conservan bastante deterioradas. De aquí, y sin que se haya podido establecer todavía por qué razón, el nombre de Cristo de la Cruz se transformó en Cristo de la Luz, igual que la imagen de la Virgen que se veneraba en la misma ermita.
En 1183, y en presencia del rey Alfonso VIII, se reparte con Nuño Pérez de Quiñones, maestre de la Orden de Calatrava, los diezmos y otros derechos eclesiásticos en la zona comprendida entre el puerto de Orgaz (hoy puerto de Los Yébenes) y el puerto del Muradal (en Sierra Morena). Este acuerdo es el principio de la larga presencia de la Orden de Calatrava en lo que hoy es la provincia de Ciudad Real y, en cierto sentido, causante de la batalla de Alarcos.

## Sucesión
| Predecesor: Pedro de Cardona | Arzobispo de Toledo 1182-1191 | Sucesor: Martín López de Pisuerga |

- Datos: Q5883193